# 小田切敏郎 (外交官)

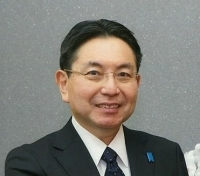
外務省より公表された肖像

小田切 敏郎（おだぎり としお、1960年〈昭和35年〉9月8日 - ）は、大阪府出身の日本の外交官。
大臣官房会計課福利厚生室長、在カラチ総領事などを経て、2023年12月から駐南スーダン大使を務める。

## 略歴
- 1983年　外務省専門職員採用試験合格
- 1984年3月　創価大学法学部法律学科卒業
- 1984年4月　外務省入省
- 2006年7月　在アメリカ合衆国日本国大使館 一等書記官
- 2010年6月　在ロサンゼルス日本国総領事館 領事
- 2013年8月　在カタール日本国大使館 一等書記官
- 2017年9月　国際協力局国別開発協力第二課 課長補佐
- 2020年5月　 大臣官房会計課福利厚生室長
- 2022年4月　在カラチ日本国総領事館 総領事
- 2023年12月　南スーダン国駐箚 特命全権大使